# Vénosc
Vénosc ist eine Ortschaft und eine Commune déléguée in der französischen Gemeinde Les Deux Alpes mit 823 Einwohnern (Stand: 1. Januar 2022) im Département Isère in der Region Auvergne-Rhône-Alpes. Die Einwohner werden Vénoscins genannt.
Mit Wirkung vom 1. Januar 2017 wurden die ehemaligen Gemeinden Mont-de-Lans und Vénosc zur Commune nouvelle Les Deux Alpes zusammengelegt. Die Gemeinde Vénosc war Teil des Arrondissements Grenoble und des Kantons Oisans-Romanche.

## Geographie
Vénosc liegt etwa 37 Kilometer ostsüdöstlich von Grenoble am Fluss Vénéon. In diesem Gebiet liegt der See La Muzelle. Umgeben wird Vénosc von den Nachbarorten Mont-de-Lans im Norden, Saint-Christophe-en-Oisans im Osten, Valjouffrey im Süden sowie Le Bourg-d’Oisans im Westen.
Vénosc gehört zum Wintersportgebiet Les Deux Alpes.
| Bevölkerungsentwicklung    | Bevölkerungsentwicklung | Bevölkerungsentwicklung | Bevölkerungsentwicklung | Bevölkerungsentwicklung | Bevölkerungsentwicklung | Bevölkerungsentwicklung | Bevölkerungsentwicklung | Bevölkerungsentwicklung |
| -------------------------- | ----------------------- | ----------------------- | ----------------------- | ----------------------- | ----------------------- | ----------------------- | ----------------------- | ----------------------- |
| Jahr                       | 1962                    | 1968                    | 1975                    | 1982                    | 1990                    | 1999                    | 2006                    | 2017                    |
| Einwohner                  | 428                     | 450                     | 515                     | 862                     | 796                     | 941                     | 894                     | 767                     |
| Quellen: Cassini und INSEE |                         |                         |                         |                         |                         |                         |                         |                         |

## Sehenswürdigkeiten
- Kirche in Le Courtil, romanischer Bau, ursprünglich aus dem 9. Jahrhundert
- Kapelle Saint-Sauveur in Le Bourg d’Arud aus dem Jahre 1686
- Kapelle Notre-Dame-des-Sept-Douleurs in Le Sellier aus dem Jahre 1637